# مسجد علویان
مسجد علویان مربوط به دوره قاجار است و در همدان، بلوار علویان، جنب گنبد علویان واقع شده و این اثر در تاریخ ۱۶ فروردین ۱۳۷۷ با شمارهٔ ثبت ۱۹۸۰ به‌عنوان یکی از آثار ملی ایران به ثبت رسیده است.